# Ficus caldasiana
Ficus caldasiana är en mullbärsväxtart som beskrevs av Armando Dugand. Ficus caldasiana ingår i släktet fikonsläktet, och familjen mullbärsväxter. Inga underarter finns listade i Catalogue of Life.